# سيد الصفتي
الشيخ سيد الصفتي (1867م - 18 يونيو 1939)، مغني مصري. بدأ حياته قارئاً يجيد تلاوة القرآن الكريم فاشتهر وسعى الناس إليه، وخرج في سنة 1902م بلون جديد، فكان قارئ مولد، ومادح الرسول الاعظم، وتقرب بذلك إلى قلوب المصريين، وفي سنة 1904م انضم إلى بطانة الشيخ إبراهيم المغربي الموسيقي المعروف الذي لحن له كثيراً من الموشحات الجديدة فكانت السبب فيما ناله من شهرة طائرة ومن ارتفاع سريع لم يكتف به وقد ذاق حلاوة الشهرة والإقبال، فكان يقرأ أول الليل قرآناً ثم يثني بالقصائد النبوية حتى إذا كان الهزيع الأخير من الليل غنى أدوار الحامولي ومحمد عثمان بمصاحبة العود. لم يكتف بهذا التجديد الغريب، ولعله رأى ان هذا الخلط ينّفر الناس، فترك القرآن والقصائد النبوية وظهر عام 1905م على تخته الموسيقي القوي يرسل على الناس سحر صوته وقوة فنه، حتى تحكم في سوق الغناء وفي مسامع الشعب، فكان يشتغل تقريبا طول أيام السنة.استمر خمس سنوات يغني دون أن ينقطع ليلة واحدة، ومثل ذلك استمر عند زيارته سورية ولبنان.

## حياته
ولد عام 1867 وأختلفت الأراء حول مكان مولده ما بين قرية صفت تراب في طنطا أو صفت اللبن بالجيزة.
كان قصير القامة يلتهب نشاطاً يمتلئ قوة وجبروتاً، يزّين رأسه (عمامة) صغيرة تمتاز برشاقتها وأناقتها وشالها الحريري المفتول. 
صوته: كان صوتاً مركباً من خمسة عشر مقاماً، وكان يمتاز بسلامة تامة، وبأداء بارع لم يعرف (النشوز) طور حياته، ولعله من الأصوات النادرة القوية التي كان يسمعها الآلاف بوضوح وجلاء. كان أول موسيقي شرقي، اعتنى (بالبروفات) الفنية اعتناءً عظيماً، فكان يشتغل طول نهاره فيها دون أن يتعب أو يميل أو يشكو ألماً وتوعكاً، ولعل سحر الذهب والإقبال والمجد هو الذي كان يمد هذا الرجل بالقوة الخارقة التي لا يكاد العقل يصدقها. وهل يصدق العقل أن بشراً يشتغل أغلب يومه وأكثر ليله دون أن يستريح إلا ساعة أو ساعتين.

## تسجيل صوته
هو من أوائل المطربين الذين غنوا في الأذاعات الأهلية قبل افتتاح محطة إذاعة الحكومة المصرية عام 1934. كان كارها لمحمد عبد الوهاب، وفي وسط وصلاته في تلك الأذاعات الأهلية كان يتوقف ليقول «تعرف تقول زى دي ياسى محمد يا عبد الوهاب.» سجل في حياته أكثر من أربعة آلاف (اسطوانة) وهو رقم تاريخي لم يصل إليه مطرب ولا مطربة في الشرق والغرب، وقد اكتسب منها الآلاف، ولكن اسرافه أضاع كل شيء، الا ذكره ومروءته وكرمه.
فضلا عن عشقه للنساء وزواجه من العديد من العوالم المشهورات، منهم بمبة كشر، فلقد أضاع ثروته ليشتري بها مجده وخلوده، وكانت اسطواناته توزع في الشرق والغرب كأنها الغذاء الذي لا يستغنى عنه حتى ظن السوريون مثلا أن الصفتي لا بد أن يكون مارداً لا تقع العين على نهايته، فلما سافر إلى دمشق ورأوه بحجمه الضئيل النحيل خابت ظنونهم واعتزموا ان لا يسمعوه إلا في حفلة أو حفلتين من قبيل (الفرجة والاستطلاع).
كان هذا الفنان الجبار قد علم بهذا، فأعد العدة لحفلة الافتتاح، ثم راح يشدو ويرسل سحره وقوة فنه في عقدٍ سحرية على هؤلاء الذين يظنون ان القوة في «العرض والطول» فماجوا وهاجوا وتقلبوا وصرخوا والشيخ يضحك، حتى إذا تأكد من النصر أراد أن ينتقم فأسكت التخت وسكت، ثم نزل وصرح للمتعهد بأنه يرغب في السفر والعودة إلى مصر بعد (يومين) لانه قصير لا يحسن الغناء ولا تسل عما حصل من الشفاعات والتوسلات. 
لقد اجتمعت لدى الصفتي كل وسائل البهجة والسرور فاستمر خمس سنوات يغني على مسارح دمشق وحمص وحلب وبيروت لا يستريح فيها ليلة واحدة اكتسب فيها الآلاف فلما رجع إلى مصر لم يرجع بقرش واحد منها، فلقد كان يحيا وأهله في بحبوحة من العيش. أثر بعده هذه المدة الطويلة عن مصر في عشق الناس له، في الوقت الذي تربع فيه محمد عبد الوهاب على عرش الغناء.
كان في أخريات أيامه يعيش عيشة فلسفية زاهدة في كل شيء، وتناسته محطة الإذاعة وأهملته كغيره، وكان يحيا حياة الرجل الذي شبع وشبع حتى مل كل ما تهافت الناس عليه، لقد فني هذا الفنان كما فني غيره.

## وفاته
وافاه الأجل صبيحة يوم الأحد في 18 حزيران سنة 1939م.

## وصلات خارجية
- سيد الصفتي على موقع ديسكوغز (الإنجليزية)

## مصدر
1. ↑  "المنسي في الغناء العربي". Alrai. 8 ديسمبر 2015. مؤرشف من الأصل في 2019-07-23. اطلع عليه بتاريخ 2019-07-23.
2. ↑  "دار المقتبس - سيد الصفتي". almoqtabas.com. مؤرشف من الأصل في 2019-07-23. اطلع عليه بتاريخ 2019-07-23.
3. 1 2  "«سيد الصفتي».. مطرب كبير شوهته السينما". أصوات أونلاين. 2 مايو 2018. مؤرشف من الأصل في 2018-09-14. اطلع عليه بتاريخ 2019-07-23.